# Kasteel van de hertogen van Bretagne
Het Kasteel van de hertogen van Bretagne (Frans: Château des ducs de Bretagne) is een kasteel in het centrum van de Franse stad Nantes. Nantes was eeuwenlang het bestuurlijke centrum van de voormalige provincie Bretagne (tot 1941). Het kasteel is gelegen aan de rechteroever van de Loire.
Het kasteel werd in 1207 gebouwd en in 1466 herbouwd. Tussen de 13e en 16e eeuw was het, zoals de naam aangeeft, de thuisbasis van de hertogen van Bretagne. Sinds 1840 is het een monument historique. In 2007 werd het kasteel na een drie jaar durende renovatie heropend. In het kasteel is het historische museum van Nantes gevestigd.

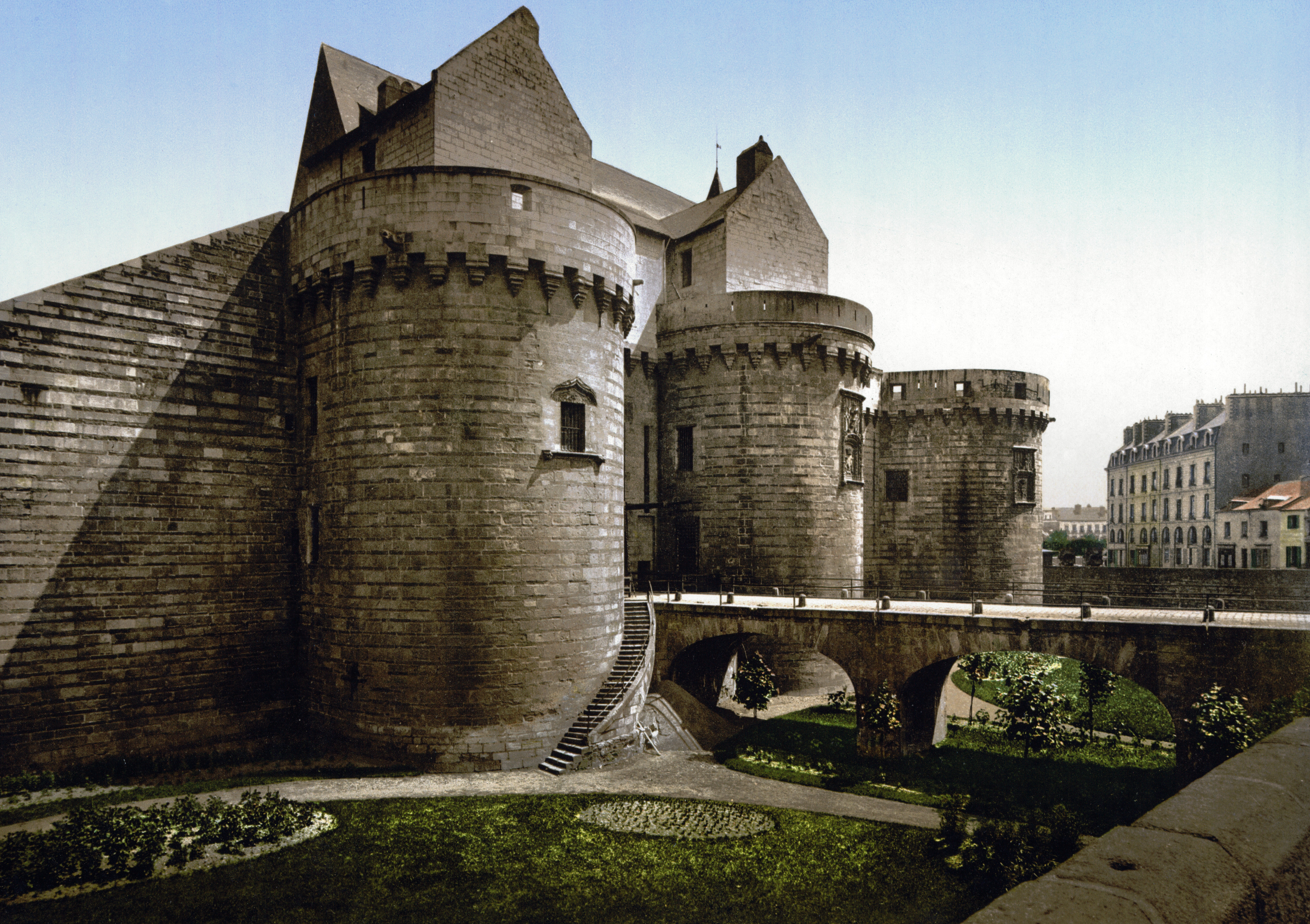
Kasteel rond 1900